# Petrina, Arcadia
Petrina  este un oraș în Grecia în Prefectura Arcadia.